# Остров Средний (аэродром)
Остров Средний — военный аэродром на острове Средний. Единственный действующий аэродром на Северной Земле.

## Описание
На острове Средний расположен единственный на Северной Земле аэродром, а также при нем склады горючего, хозяйственные постройки и действующая погранзастава. С конца 1960-х годов здесь располагалась и авиационная войсковая часть-отдельная авиационная комендатура, обслуживавшая аэродром. Взлётно-посадочная полоса начинается в центральной части острова сразу за небольшой возвышенностью. В настоящее время с острова Среднего стартуют почти все научные и туристические экспедиции. К примеру, в 2005 году здесь стартовала первая российская экспедиция к Северному полюсу на тепловом аэростате «Святая Русь», возглавляемая русским путешественником Валентином Ефремовым, а 18 декабря 2007 года — первый в истории лыжный переход с Северной Земли к Северному полюсу.
Аэропорт имеет авиасообщение в основном с другими ближайшими северными аэропортами в Хатанге, Диксоне или Красноярске.

## Наше время
В 2014 году Спецстрой России развернул создание военных городков и аэродромов в шести районах Арктики, одним из которых был выбран остров Средний. Как сообщил в начале 2015 года начальник Генерального штаба генерал армии Валерий Герасимов, в течение года планировалось создать специализированный центр для подготовки войск в условиях Арктики. В 2016 году была сформирована армия ВВС и ПВО, которая стала составной частью Воздушно-космической обороны страны.